# T&L
T&L（Transform & lighting），是指坐标转换和光源。
3D图形是由复杂的坐标转换和光源运算组成的，当显卡还没有T&L功能时，坐标处理和光源运行都是由CPU来处理的，CPU运算速度越快，游戏越流畅。当图形芯片具有T&L功能之后，CPU就得以从繁重的运算中解脱出来。